# Jōtomōn'in no Chūjō
Jōtomōn’in no Chūjō (上東門院中将; fl. XI secolo) è stata una poetessa giapponese waka del medio periodo Heian, in particolare a metà dell'XI secolo.
Il suo nome è incluso nell'elenco antologico Chūko Sanjūrokkasen.
Suo padre era Fujiwara no Michimasa e sua madre era la figlia di Fujiwara no Nobutaka e nipote di Murasaki Shikibu.
Fu la dama di compagnia dell'imperatrice Fujiwara no Shōshi detta anche Jōtōmon-in, moglie dell'imperatore Ichijō e il suo nome è menzionato nel racconto Eiga Monogatari che racconta la vita di Fujiwara no Michinaga, padre di Shōshi, e della sua famiglia.
Come poeta waka, solo cinque poesie che possono essere attribuite a lei sono incluse nell'antologia imperiale Goshūi Wakashū.